# Aut Caesar, aut nihil
Aut Caesar, aut nihil (en italià César o res i en català O Cèsar o res) és una frase llatina, més coneguda per haver estat el lema de Cesare Borgia i Ladislau I d'Anjou-Durazzo.

## Usos
La frase, atribuïda per alguns al mateix Juli Cèsar, indica la gran ambició de poder i fama d'aquest personatge, és a dir, el desig de sobresortir a qualsevol preu.
Leopold Mozart, pare de Wolfgang Amadeus Mozart, va escriure aquesta frase en una carta el febrer de 1778, en la qual intentava convèncer el seu fill de trencar la seva relació amb la cantant Aloysia Weber i dedicar-se a la seva carrera, per la qual tota la família se sacrificava, per tal d'aconseguir la primacia musical que se li devia.
O César o nada és una novel·la escrita per Manuel Vázquez Montalbán, que pren com a títol el lema del Duc de Valença.
Aquesta frase també la va reprendre el filòsof danès Søren Kierkegaard referint-se a la "malaltia fins a la mort", és a dir, la desesperació, que va acompanyada de l'angoixa. Segons Kierkegaard, la persona desesperada és la que voldria ser Cèsar, però, essent ell mateix, no pot, és a dir, la que voldria ser millor en totes les circumstàncies però no pot. En última instància, coincideix amb la persona desesperada que voldria ser profundament ell mateix fins que les seves habilitats es desenvolupin completament.
La frase també és pronunciada pel dictador "Hynkel" (interpretat per Charlie Chaplin) a la pel·lícula El gran dictador, durant la famosa escena del globus terraqüi.
El setembre de 2024 la locució llatina prengué rellevància de nou quan Mark Zuckerberg portà una samarreta tergiversant la frase i dient, en canvi, "AUT ZUCK AUT NIHIL".